# Programmable Interrupt Controller
Ein Programmable Interrupt Controller (PIC) ist ein integrierter Schaltkreis zur Verwaltung mehrerer Hardware-Interrupts und zu deren geordneter Weiterleitung an einen Prozessor (CPU). Prozessoren (z. B. Intel- und AMD-Prozessoren) weisen oft nur einen Eingang für solche Interrupt-Anforderungen auf. Daher arbeitet ein PIC als Multiplexer für die Hardware-Interrupts. In heutigen Rechnerkonstruktionen befindet er sich in der Regel in der Southbridge des Hauptplatinenchipsatzes und leitet die Informationen über die Unterbrechung an die CPU weiter.
Für x86-Hardware existieren zwei verschiedene PICs:
- den Intel 8259 (auch XT-PIC oder einfach „PIC“ genannt)
- der Advanced Programmable Interrupt Controller (APIC)

Die Abkürzung PIC ist nicht mit der Mikrocontrollerfamilie PICmicro zu verwechseln.